# KC Frost
KC Frost (Casey Frost), nascido em 12 de Janeiro de 1987 em Los Angeles, California é quarterback de Futebol Americano para a equipe Flamengo Futebol Americano. KC Frost iniciou sua carreira em Futebol Americano no colegial na Loyola High School, onde conquistou CIF Div I Champs em 2003. Ainda na Loyola ganhou diversas distinções estaduais e nacionais, entre elas Serra League MVP, primeiro time seleção All-Central City, primeiro time seleção CIF Division I e Cal-Hi Sports seleção estadual, capitão Senior year 
Recrutado para jogar na Dartmouth College, universidade renomada por pertencer à exclusiva Ivy League, KC construiu sua carreira universitária atuando como Quarterback e safety . Ainda na Dartmouth College, KC ganhou respeitado prêmio, Earl Hamilton Varsity Award. 
Em 2010, após sua graduação o jogador se mudou para São Paulo, Brasil e iniciou sua participação como Quarterback da equipe Corinthians Steamrollers, onde ficaria conhecido por suas corridas e longos passes. Como quarterback, safety e capitão de ataque ou Offensive Coordinator do Corinthians Steamrollers, KC Frost conquistou 2 títulos inéditos com a equipe e um total de 4 títulos, 2 nacionais (Torneio Touchdown 2011 e 2012) e 2 estaduais (Fefasp 2011 e 2012).  Em 2013 ele atuou na equipe São Paulo Storm como Quarterback, onde conquistou o título Paulista (LPFA) em e disputou o CBFA.
KC Frost atuava recentemente  na equipe Flamengo Futebol Americano como Quarterback, onde ele disputa de novo o Torneio Touchdown.. Em 2016 está emprestado ao Pouso Alegre Gladiadores para disputar o Campeonato Mineiro.  
KC Frost atualmente integra à equipe JF Imperadores ( fusão entre as maiores equipes juizforanas Redfox e Mamutes) 
A habilidade de se integrar à cultura brasileira bem como suas empolgantes jogadas e impressionantes 5 títulos consecutivos chamaram a atenção da mídia brasileira. Como atleta, o jogador participou de programas de televisão e atuou em propaganda da Open English e da Budweiser, onde contracenou com o lutador Anderson Silva. Como resultado, o jogador hoje é conhecido como um dos ícones pioneiros do Futebol Americano no Brasil.